# Ердавлетов, Станислав Рамазанович
Станислав Рамазанович Ердавлетов (20 мая 1941, Джамбул, Казахская ССР, СССР — 22 апреля.2017, Казахстан) — советский и казахстанский географ и педагог. Считается одним из основателей туризма в Казахстане, как отдельной научной дисциплины.

## Биография

###### Ранняя жизнь и начало карьеры
Родился 20 мая 1941 года в городе Джамбул (ныне Тараз) Казахской ССР. В 1948 году поступил в Джамбулскую среднюю школу им. В. И. Ленина. Окончил ее в 1958 году.
Летом 1958 года переехал на постоянное жительство в Алма-Ату. В августе поступил на работу в Казахский институт минерального сырья, где проработал в качестве лаборанта год и затем уволился в связи с поступлением в 1959 году на географический факультет КазГУ имени Кирова (ныне КазНУ имени аль-Фараби).
В 1964 году после окончания отделения экономической географии географического факультета КазГУ поступил на работу в ГПИ «Каздорпроект» на должность инженера-экономиста отдела технико-экономических обоснований. В декабре 1964-го был призван в ряды Советской Армии, где прослужил до августа следующего года.
После демобилизации из армии вновь вернулся в ГПИ «Каздорпроект» Гушоссдора Казахской ССР. Там проработал в должности инженера-экономиста, затем старшего инженера до июня 1967 года после чего перешел на работу в Южно-Казахстанское геологическое управление (ЮКГУ), где начал работу в качестве экономиста партии геолого-экономических исследований.
По декабрь 1973 года работал в системе Министерства геологии Казахской ССР — вначале в ЮКГУ, затем (с 1 февраля 1969) в филиале Центра по научной организации труда и управления производством геологоразведочных работ.
В разное время между 1970 и 1992 годами был внештатным корреспондент газет, включая «Ленинская смена», «Огни Алатау» и «Вечерняя Алма-Ата». В общей сложности из под его пера вышло свыше 320 статей и заметок..

###### Академическая карьера
В 1970 году защитил диссертацию на тему: «Проблемы территориального размещения предприятий минеральных удобрений Казахской ССР (геолого-экономические исследования)», за что ему была присвоена ученая степень кандидата экономических наук.
В КазГУ им. аль-Фараби Ердавлетов пришел в 1973 году на должность доцента кафедры экономической географии. С 1987 по 1992 гг. он был заведующим кафедры экономической и социальной географии. С ноября 1988 года по февраль 1989 года исполнял обязанности декана географического факультета.
В течение 1981—1983 гг. являлся руководителем хоздоговорной темы кафедры экономической и социальной географии по разработке методических рекомендаций по составлению комплексного плана экономического и социального развития города Джамбула (ныне Тараз), а впоследствии — и составлении самого плана.
В промежутке с 1992 по 1994 год возглавлял впервые созданный в Казахстане факультет туризма в составе частного университета «Туран», одним из основателей которого он является. С октября 1993 года по август 1994 года возглавлял кафедру туризма в КазНПУ имени Абая. В 1994—1995 гг. возглавлял отдел туризма МЧП «Даир».
Вернувшись в КазГУ в сентябре 1995 года, он вначале работал профессором кафедры экономической и социальной географии. В 1996 году по инициативе Ердавлетова на географическом факультете университета впервые было открыто отделение туризма. 1 декабря 1996 года была организована и кафедра туризма, которую он возглавил с самого начала, и оставался её заведующим в течение 13 лет до 2009 года.
В 1997 году Ердавлетову было присвоено звание профессора, а 1999 году по его инициативе был открыт Учебно-научный центр туризма при КазГУ им. аль-Фараби. С 2009-го по 2017 был профессором на кафедре «Рекреационной географии и туризма» КазНУ им. Аль-Фараби.

###### Редакционная деятельность
С 1986 по 1992 годы был членом секции экономической и социальной географии учебно-методического объединения университетов СССР по специальности «География» С 1996 годя являлся членом редакционного совета журнала «Вестник КазГУ. Серия географическая». В 2007 году стал членом редакционного совета журнала «Туризм» (Лодзинский университет, Польша). В 2009 году вошел в редакционный совет журнала «Мир путешествий» (Алматы).

## Научная деятельность
Станислав Ердавлетов — автор более 400 научных работ в области общественной (социально-экономической) географии, включая 12 монографий, 12 книг и брошюр, 15 карт, 27 методических разработок, 3 учебника, 21 учебное пособие и свыше 300 статей и тезисов. Значительны заслуги Ердавлетова были в подготовке специалистов-географов. Под его руководством 10 учеников защитили диссертации на соискание ученой степени кандидата географических наук в сферах связанных с географией туризма Казахстана.

## Награды и звания
1. Доктор географических наук (1993)[источник не указан 801 день]
2. Профессор[источник не указан 801 день]
3. Академик Международный Общественный Академии туризма (2000)[источник не указан 801 день]
4. Юбилейная медаль «Двадцать лет Победы в Великой Отечественной войне 1941—1945 гг.» (1965)
5. Медаль «За доблестный труд» в ознаменование 100-летия со дня рождения В. И. Ленина (1970)
6. Нагрудный знак «За активную работу в профгруппе» (1982)
7. Нагрудный знак «Отличник высшей школы СССР» (1984)
8. Нагрудный знак «Победитель соцсоревнования» (1971,1981,1983,1988)
9. Нагрудный знак «Почетный работник туризма Республики Казахстан» (2002)
10. «Почетный работник образования Республики Казахстан»
11. Медаль «10 лет Астане» (2008)
12. Нагрудный знак «За заслуги в развитии туризма Республики Казахстан» (2008)
13. 2011 г. — Нагрудный знак «Почетный работник образования Республики Казахстан».
14. 2012 г. — Присвоено звание «Лучший преподаватель вуза 2012 года».
15. 2014 г. — Юбилейная медаль «80 лет КазНУ им. аль Фараби»